# Dallah

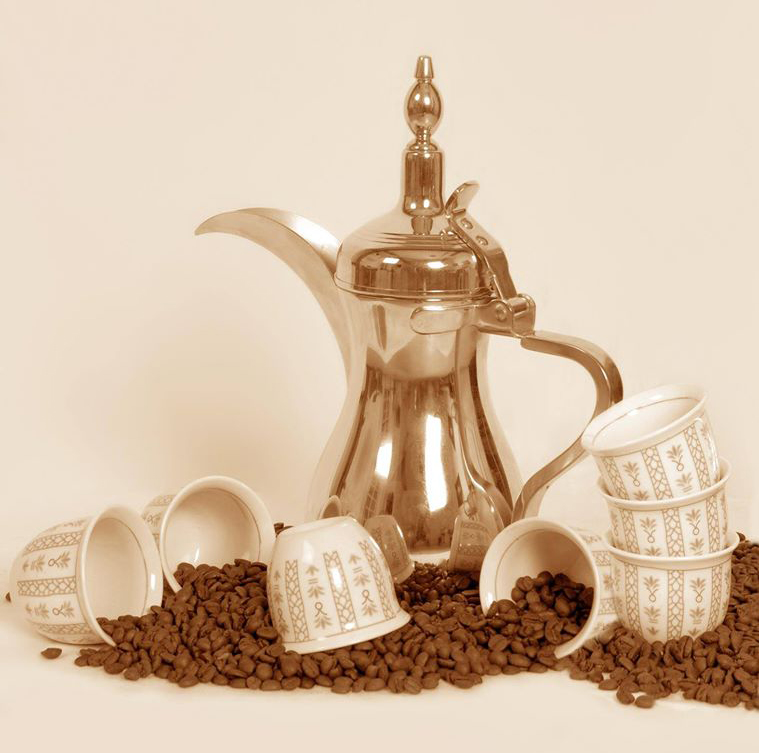
Dallah

Dallah (arabsky دلة‎) je tradiční arabská kávová konvice, která se po staletí používá k vaření a servírování arabské kávy vyráběné prostřednictvím vícestupňového rituálu a khaleeji, hořké kořeněné kávy, která se tradičně podává během svátků, například během Svátku přerušení půstu.
Dallah je součástí kávových tradic Arabského poloostrova a Beduínů. Staří Beduíni považovali rituál přípravy, podávání a pití kávy jako projev pohostinnosti, velkorysosti a bohatství. Ve velké části Blízkého východu je rituál stále spojen se stýkáním se s přáteli, rodinou a obchodními partnery, tudíž je obvykle přítomen při důležitých obřadech, například při narozeních, manželstvích a pohřbech a některých obchodních jednáních.
Dallah má charakteristický tvar, jehož součástí je baňaté tělo, které se uprostřed zužuje k „pasu“ a nahoře se opět rozšiřuje. Je zakrytý víkem ve tvaru věžičky a má klikatou rukojeť. Nejvýraznějším rysem je dlouhý zobákovitý odtok ve tvaru půlměsíce. Tento odtok může být zakryt kovovou klapkou, aby káva nevychladla. Tradičně však není zobák zakryt pro umožnění sledování kávy při nalévání.
Může být vyroben z mosazi, oceli, stříbra nebo dokonce z 24K zlata pro důležité příležitosti či pro panovníky.
Informace o vzniku dallahu nejsou k známé. Mezi nejstarší zmínky o dallahu jako kávové konvici moderního tvaru patří polovina 17. století.
Dallah je pro země Perského zálivu natolik důležitý, že bývá vyobrazován na uměleckých dílech a mincích. Je také zobrazen ve formě průsvitky jako ochranný prvek na několika saúdskoarabských bankovkách.
Dallah je typicky bohatě zdobený, obvykle je vyrytý geometrickými vzory, rostlinami, květinami, milostnými scénami z arabské poezie nebo jinými dekoracemi včetně polodrahokamů a slonoviny. Moderní dallah je praktická nádoba, která může být i automatická nebo může sloužit jako termoska.
Ve své nejzákladnější formě má arabská káva dostupné přísady a snadnou přípravu: voda, lehce pražená káva a mletý kardamom se vaří v dallahu po dobu 10 až 20 minut a obvykle se podává nefiltrovaná v šálcích demitasse. Další tradiční a regionální recepty mohou obsahovat také šafrán nebo jiné koření.

## Galerie

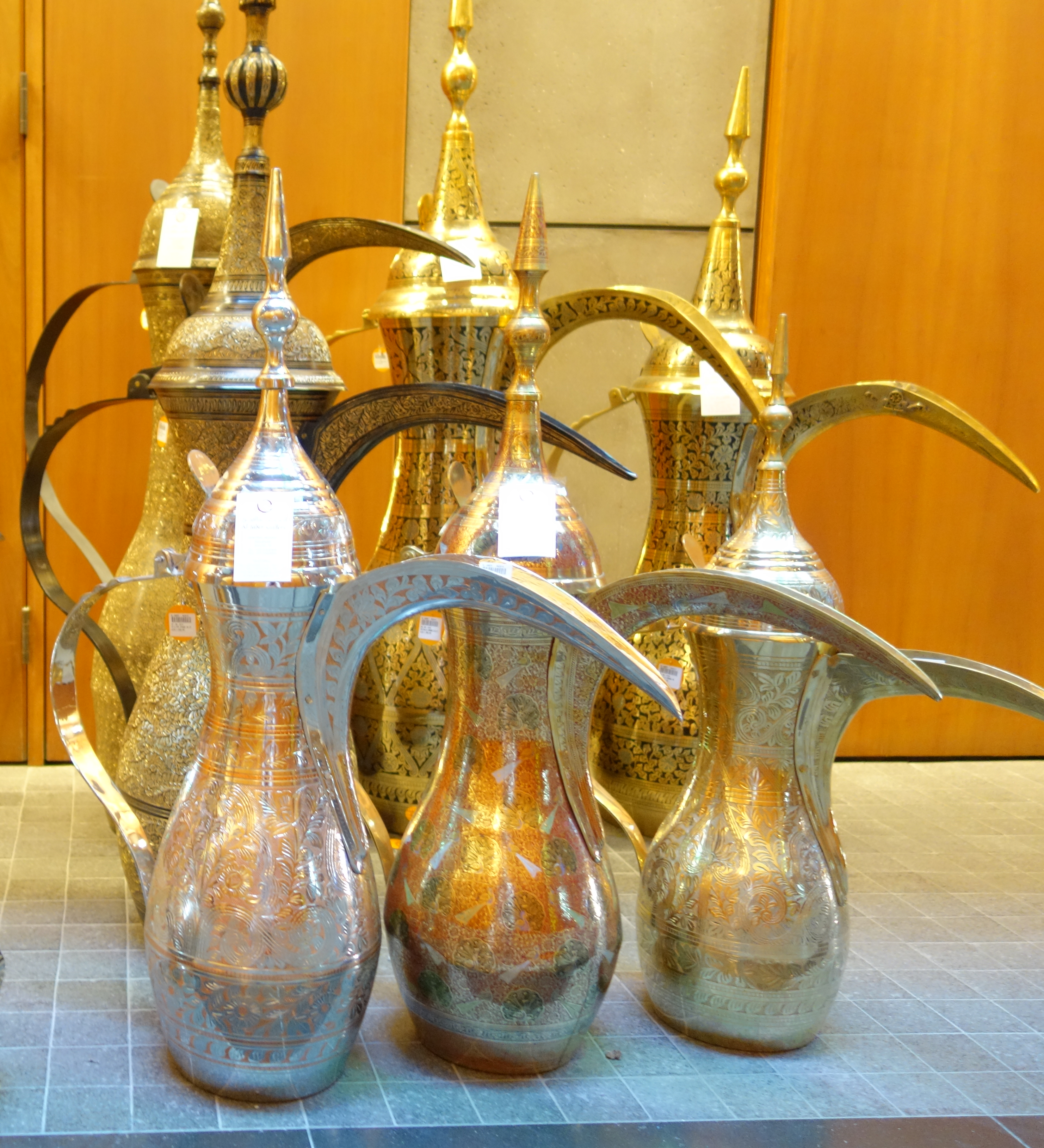
Barevně zdobené dallahy
- Muž lijící kávu z dallahu